# Joan Woodward
Joan Woodward (Londres, 27 de septiembre de 1916-1971) fue una socióloga británica, que trabajo como profesora de Sociología Industrial y de Estudios Organizativos en el Imperial College

## Vida
Joan Woodward estudió en la Universidad de Oxford, donde obtuvo su primer título en Filosofía, Política y Economía, tras este, en 1938, un doctorado en filosofía medieval en la Universidad de Durham, y en 1939, adquirió un Diploma en Administración Pública y Social, también en la Universidad de Oxford. Durante la Segunda Guerra Mundial ocupó un puesto como gerente, llegando a ser Gerente de Trabajo Sénior en ROF Bridgwater. Sus primeras investigaciones las realizó en el South East Essex College of Technology, donde dirigió un equipo de investigación, realizando encuestas a organizaciones manufactureras en el área de la sociología industrial durante la década de 1950. Posteriormente, empezó a trabajar, a tiempo parcial, como profesora de sociología industrial en el Imperial College de Ciencia y Tecnología en la Universidad de Londres, en 1957. Fue nombrada miembro de una cátedra superior en la Sección de Ingeniería de Producción en 1962.

## Logros
Joan Woodward fue una persona relevante académicamente e intérprete de la teoría de la organización, en particular de la teoría de la contingencia. Fue pionera de la investigación empírica en estructuras organizacionales y autora de marcos analíticos que establecen el nexo entre la tecnología y los sistemas de producción y su papel en la configuración de estructuras organizacionales efectivas.
Joan Woodward argumentó que las diferencias en la organización del trabajo y en el comportamiento en el trabajo (el número de niveles de gestión, el área de responsabilidades de los supervisores, la división de funciones entre los especialistas, la claridad con que se definen los roles y deberes, la cantidad de comunicación escrita), por lo general podrían atribuirse a la propia situación laboral inmediata. En particular, en la encuesta de Essex, las diferencias en tecnología explicaron muchas diferencias en la estructura organizativa.
Elaboró una tipología de sistemas de producción ampliamente debatida, señalando la distinción según el grado de complejidad técnica, que van desde la producción unitaria y en lotes pequeños, pasando por la producción en lotes grandes y en masa, hasta la forma más compleja de proceso de producción, de forma que con esta estructura organizativa, las organizaciones serían exitosas. 
El trabajo de Woodward fue fundamental para establecer nuevos estándares de investigación empírica en la sociología de las organizaciones y para demostrar las posibilidades de comparación sistemática frente al estudio de casos aislados.
| CARACTERÍSTICA ESTRUCTURAL                     | BASADO EN UNIDADES | BASADO EN MASA | BASADO EN CONTINUO |
| ---------------------------------------------- | ------------------ | -------------- | ------------------ |
| Número de niveles de gestión                   | Bajo.              | Medio.         | Elevado.           |
| Alcance de control de supervisión              | Bajo.              | Elevado.       | Bajo.              |
| Relación entre gerentes y fuerza laboral total | Bajo.              | Medio.         | Elevado.           |
| Nivel de habilidad de los trabajadores         | Elevado.           | Bajo.          | Elevado.           |
| Estructura general                             | Orgánico.          | Mecánico.      | Orgánico.          |

En 1964, Woodward trabajó a tiempo parcial para el Ministerio de Trabajo. En 1965, publicó su primer libro “Organización Industrial: teoría y práctica”. Tras ello, en 1969, fue nombrada profesora de Sociología Industrial y Directora de la Unidad de Sociología Industrial. 
En 1970, publicó “Organización industrial: comportamiento y control”, el cual describe el trabajo completo de su grupo de investigación desde 1962.
	Su trabajo fue reconocido internacionalmente, lo que permitió que se uniese a un grupo formado por los siete principales teóricos de la organización denominado “Los Siete Magníficos”. Este reconocimiento internacional no era usual para una mujer en esta época.

## Investigación
Woodward centró sus inquietudes en saber si la aplicación práctica de los principios organizacionales guardaba algún tipo de relación con el éxito empresarial. Esto se debe a que se destinan muchos esfuerzos a desarrollar una ciencia / teoría de la administración que fuese aplicable a todo tipo de empresa, y se desconocía si era necesario un tipo de diseño organizacional distinto cuando la complejidad técnica aumentase o, simplemente, las diferencias administrativas que debían producirse entre organizaciones que se encontrasen en una situación estable y aquellas que estuviesen en un periodo de reformación.
La primera investigación buscaba analizar la relación y los factores que incidían en las responsabilidades de los supervisores de línea y los especialistas técnicos (las primeras fueron realizadas en empresas de manufacturas), se analizaron rasgos de autoridad, control, así como relaciones de subordinados-superiores y procesos de control. De entre las primeras conclusiones vemos que ni el tamaño ni tipo de organización incidía, las organizaciones eran diferentes.
A continuación se investigó la influencia de la tecnología, empleada en los procesos productivos:
- En producción unitaria: la adaptación se alcanza con rapidez.
- producción en masa: productos estandarizados.
- producción continua: automatizado y poca influencia de los trabajadores.[2]

Se verificó la importancia de la tecnología en la variedad organizacional, dictada en función de los objetivos. Otra conclusión es que cuanto más alta la categoría, más factible es el control de las operaciones. En producciones a gran escala, encontramos asesores encargados de definir cada tarea de los integrantes y la consecución del proceso, dependiendo del número de empleados, habrá más o menos. A la hora de jerarquizar, cuanto más directivos haya en la organización, la pirámide será más ancha por arriba con respecto al número de trabajadores.
Realizó una serie de investigaciones, que entre las más destacadas se encuentra la teoría de las contingencias, donde explica que todas las características empresariales y del entorno tienen influencia en los resultados empresariales, en su justa proporción.
Hace una clara mención a la tecnología y en su importancia, y la esquematiza en estos tipos:
- Tecnología operativa: la utilizada en los flujos de trabajo.
- Tecnología de materiales: referencia al proceso de transformación.
- Tecnología del conocimiento: serie de aptitudes o habilidades de los miembros organizacionales.[5]

El gran impacto de la tecnología se ve reflejado, en cómo el sistema administrativo de las organizaciones, en la búsqueda de personal, captan especialistas con habilidades específicas capaces de adaptarse a nuevos avances tecnológicos, en lugar de buscar personas con un conocimiento y poder absoluto.
En conclusión, a través de la Teoría de Contingencias, Woodward pudo demostrar que en función de cada situación técnica existe una forma particular de organización más adecuada, y que la tecnología tiene una fuerte influencia sobre los comportamientos organizacionales.
Sin embargo esta teoría no está libre de críticas. Schoonhoven (1981) critica la poca claridad conceptual de las variables y la falta de especificidad en las relaciones entre ellas. Otros como Van de Ven y Drazin (1985) sugieren la necesidad de realizar cambios a nivel teórico y metodológico dado que las hipótesis contingentes han recibido un apoyo limitado.

## Obras
- The Dock Worker (publicado en la prensa de la Universidad de Liverpool en 1955); se trata de un análisis de las condiciones de empleo en el puerto de Mánchester.

- The Saleswoman (Londres, 1960); se trata de un estudio temprano y descuidado de los trabajadores del sector terciario (servicios) sobre las actitudes y comportamientos de la distribución minorista.

- The influential Industrial Organisation: Theory and Practice (Londres, Nueva York; publicado en la prensa de la Universidad de Oxford en 1965).

- Experiment in industrial democracy: a study of the John Lewis Partnership. (con Allan Flanders y Ruth Pomeranz). Londres, 1968.

- Industrial Organization: Behaviour and Control. Londres: en la prensa de la Universidad de Oxford, 1970. Género: Economía y negocios.

## Legado
La principal contribución de Joan Woodward a la teoría organizacional fue la idea de que la estructura organizacional depende de los tipos de tecnología de producción empleada por la empresa. Esta idea se convirtió en la base de la teoría de la contingencia y ha tenido un impacto en los campos de la innovación y la gestión. Alcanzó un gran éxito en el mundo académico, pero también en la práctica, puesto que las empresas la solicitaban como consultora y fue asesora de políticas de gobierno.
Woodward, es un referente para las mujeres en ciencia, ingeniería y tecnología. Fue la segunda mujer en recibir una cátedra en el Imperial College de Londres. Es por ello, que, se celebra una conferencia bianual en su memoria llevada a cabo en dicho colegio. Además, se otorga anualmente el premio Joan Woodward, a los estudiantes de pregrado o posgrado que realizan una tesis sobre un tema que coincide con los intereses de investigación de esta mujer. En su nombre se ha establecido un fondo de dotación para el apoyo de una serie de conferencias y premios para los estudiantes. 
Woodward fue objeto de una colección de ensayos en su honor, en 2010. 

## Citas
“En algunas empresas, las relaciones de rol prescritas por el gráfico parecían ser de importancia secundaria para las relaciones personales entre individuos”. Organización industrial; teoría y práctica, 1965, p.24.
“Había una forma particular de organización más adecuada a cada situación técnica”. Organización industrial; teoría y práctica, 1965, p.72.
“Los Sistemas de Producción que son tecnológicamente los más avanzados también son los menos adaptables y funcionan a la escala de tiempo más larga de la toma de decisiones. Estas son las industrias de proceso (plantas químicas, refinerías de petróleo, etc.) en las que se invierten vastos recursos en la creación de un proceso estrechamente programado y estrechamente controlado que continuará realizando la misma tarea durante un período muy largo”. Romiszowski, A. J. (2016). Diseño de sistemas instruccionales: toma de decisiones en la planificación de cursos, p. 13
“Los responsables de marketing tenían que vender, no un producto, sino la idea de que su empresa podía producir lo que el cliente requería. El producto se desarrolló después de haber obtenido el pedido, y el diseño, en muchos casos, se modificó para adaptarse a los requisitos del cliente. En las empresas de producción en masa, la secuencia es bastante diferente: primero vino el desarrollo de productos, luego la producción y finalmente el marketing”. Gestión y tecnología, Problemas del Progreso Industrial, 1958, p. 23. 
“Un análisis de la gestión en sus funciones básicas - desarrollo, producción, marketing - reveló el carácter de sus funciones, su secuencia cronológica, la cercanía con la que debían integrarse y su relativa importancia para el éxito y la supervivencia de la empresa, todo dependiendo del sistema de técnicas de la empresa en cuestión”. Gestión y tecnología, Problemas del Progreso Industrial, 1958, p. 21-22.
“A medida que avanza la tecnología, es posible que todo el concepto de autoridad en la industria tenga que cambiar. En las empresas de proceso, las relaciones entre el superior y el subordinado eran mucho más parecidas a las de un agente de viajes y sus clientes que a las de un capataz y los operadores en la producción en masa. El trabajo del capataz del proceso era arreglar las cosas dentro de los límites establecidos por la planta, que tanto él como los operadores aceptaron”. Gestión y tecnología, Problemas del Progreso Industrial, 1958, p. 30. 
“El número de niveles de autoridad en la jerarquía de gestión aumentó con la complejidad técnica, mientras que el alcance del control del supervisor de primera línea disminuyó”. Gestión y tecnología, Problemas del Progreso Industrial, 1958, p. 16.